# パリ条約 (1817年)
パリ条約（パリじょうやく、フランス語: Traité de Paris）は、1817年6月20日にパリで締結された、オーストリア帝国、スペイン王国、フランス王国、イギリス、プロイセン王国、ロシア帝国の間の条約。

## 背景
ウィーン会議ではパルマ女公マリア・ルイーザがポー川左岸の領地を割譲するほかはその地位をそのまま保持することが定められたが、マリア・ルイーザ死後の継承はオーストリア、ロシア、フランス、スペイン、イギリス、プロイセンが改めて合意するとされた（第99条）。

## 内容
8条からなる1817年のパリ条約はウィーン会議で締結された条約の第99条を執行し、パルマ・ピアチェンツァ公国とグアスタッラ公国の原状回復について規定した。とりわけ、ルッカ公国が将来トスカーナ大公国に編入されること（第4条）と、1748年のアーヘンの和約に従い、パルマ公カルロの家系が公位を継承することを定めた（第7条）。